# Governo Revolucionário Popular de Granada
```
   |-
       | 
Erro:
:  
valor não especificado para "
continente
"
```

O Governo Revolucionário Popular de Granada (em inglês:  People's Revolutionary Government of Grenada) foi o regime político em Granada entre março de 1979 e outubro de 1983. Esse governo suspendeu a Constituição, governou por decreto e tentou  implantar um Estado socialista até ser deposto em 25 de outubro de 1983 pela Operação Fúria Urgente.
Em 1979, cinco anos após a independência de Granada, sucedido de Estado associado do Reino Unido para um Reino da Commonwealth, o governo de Eric Gairy foi deposto pelo Movimento New Jewel, um partido de orientação do comunista. Maurice Bishop, líder do partido, torna-se o novo chefe de governo, atribuindo de seu partido o monopólio do poder sem convocar eleições livres e dirigindo Grenada para a construção de um Estado socialista. As relações com os Estados Unidos se deterioram rapidamente, enquanto Cuba se torna o principal aliado da ilha. Em outubro de 1983, um conflito entre Bishop e uma facção mais radical do partido levou à derrubada e execução do primeiro-ministro de Granada, substituído por um governo militar. Os Estados Unidos, em seguida, organizam em 25 de outubro com a ajuda de vários Estados do Caribe, a invasão da ilha, pondo fim ao governo do Movimento New Jewel.